# حشنة (توجردي)
حشنة (بالفارسية: حشنه) هي قرية تقع في إيران في قسم توجردي الريفي.